# 恩菲爾德No.2轉輪手槍
恩菲爾德No.2轉輪手槍（英語：Enfield No. 2）是第二次世界大戰期間被英國軍隊廣泛地使用的手槍。該槍與另一款英國制式轉輪手槍韋伯利轉輪手槍一樣都採用了中折式設計，其特徵是在用戶折開槍管的同時，彈巢內的彈殼便會自動彈出，並方便於重新裝填。

## 歷史
一戰期間，英國人意識到.455韋伯利手槍彈雖然威力大，但卻有著後座力過大的問題，令士兵們需要接受繁複的射擊訓練。因此在戰爭過後，英國政府認為一種.38口徑，發射重200格令（13克）長型子彈的轉輪手槍會更加符合要求。為此，他們正在尋求一種新兵也能使用的低重量和低後座力的雙動式轉輪手槍，以在極近距離下能夠輕易的擊中敵人，其發射的重彈也有著較高的停止作用。由於在當時.38/200彈在美國流行於警察和民間射手當中，韋伯利斯科特隨即向英軍提供了一種.38/200口徑的韋伯利Mk IV轉輪手槍。然而英軍並没有直接採用該槍，反而把其設計提交給國營的恩菲爾德兵工廠，開發出一款跟韋伯利Mk IV十分相似，但內部結構卻稍有不同的轉輪手槍。該槍推出後便立刻被採納，命名為“No 2 Mk I型轉輪手槍”（Revolver, No 2 Mk I），並於1931年正式採用，緊隨著的為1938年被採用的Mk I*型（没有擊鎚按把，只能作純雙動射擊）及1942年被採用的Mk I**型（簡化設計以方便戰時生產）。
後來，韋伯利斯科特控告英國政府侵犯專利，並要求他們賠償2,250英鎊。但韋伯利斯科特的行動受到恩菲爾德兵工廠的質疑，他們聲稱恩菲爾德No.2 Mk I型轉輪手槍是由博斯上尉（博斯反坦克步槍的設計助理總監）在韋伯利斯科特的協助下設計，而非後者所提出的指控。故韋伯利斯科特的索償被法院所拒絕。不過，皇家委員會仍然透過“發明家獎勵”贈予韋伯利斯科特1,250英磅。
由於恩菲爾德兵工廠在二戰期間無法生產足够的No.2轉輪手槍以達到英軍的需求，韋伯利Mk IV也被英國陸軍所採用，以填補前者的空缺。
在二戰過後恩菲爾德No.2仍然是英國的制式手槍，並一直服役到1960年代。時至今天，少部份前英國殖民地仍有使用該槍。

## 使用國
- 加拿大
- 英屬香港
- 賴索托
- 利比亞
- 緬甸
- 阿曼
- 菲律賓
- 波蘭
- 斯里蘭卡
- 英国
- 前英國殖民地及英聯邦國家

## 流行文化

### 電子遊戲
- 2021年—《應徵入伍》：作為同盟國手槍武器。